# Filippo Caracciolo

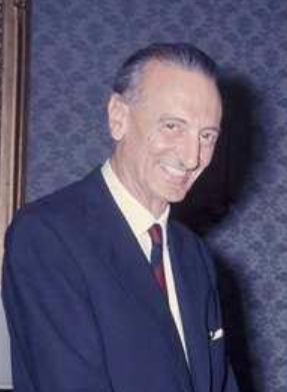
Filippo Caracciolo di Castagneto, 1965

Filippo Caracciolo, 8° Principe di Castagneto, 3° Duca di Melito (* 4. März 1903 in Neapel; † 16. Juli 1965 in Rom) war ein italienischer Adeliger, Politiker, Antifaschist, Funktionär und Autor.

## Familie
Filippo Caracciolo entstammte dem neapolitanischen Adelsgeschlecht Caracciolo. Er war der erstgeborene Sohn von Nicola Caracciolo di Castagneto, 2° Duca di Melito (1877–1912) und Meralda Mele Barrese (1879–1948). Ab 1912 hielt er den Titel Duca di Melito, von 1938 bis zu seinem Tod war er zusätzlich Principe di Castagneto.
Caracciolo heiratete am 8. Januar 1925 in Florenz die aus Peoria, Illinois stammende Erbin eines Whisky-Fabrikanten Margaret Clarke (1897–1955). Aus der Ehe gingen drei Kinder hervor: Carlo Caracciolo (1925–2008), der als Medienunternehmer aktiv war, Marella Caracciolo (1927–2019), Kunstsammlerin, Fotografin, Textildesignerin und Ehefrau Gianni Agnellis und Nicola Caracciolo (1931–2020), Journalist, Dokumentarfilmer und Mitbegründer der Zeitung La Repubblica.
Eine Tochter seines Bruders Adolfo (1905–1968), Allegra, war von 1974 bis zu dessen Tod 2004 mit dem Industriellen Umberto Agnelli, dem Bruder Gianni Agnellis, verheiratet. Der aus dieser Ehe hervorgegangene Andrea Agnelli ist ein Neffe Caracciolos.

## Werdegang
Caracciolo absolvierte ein Studium der Politik- und Handelswissenschaften und erlangte einen Doktorgrad. Ab dem Jahr 1934 übernahm er diplomatische Posten in der Türkei, der Schweiz und in Straßburg.
Während des Kongresses des Comitato di Liberazione Nazionale in Bari im Januar 1944 übernahm er die Rolle des Sekretärs des Exekutivkomitees und diente später als Unterstaatssekretär des Innenministeriums in der zweiten Regierung von Pietro Badoglio. Enzo Santarelli berichtet in seinem Buch Mezzogiorno 1943–1944 Uno sbandato nel Regno del Sud, wie Caracciolo sich für den bis dahin abgelehnten Eintritt von Kommunisten in die Regierung Badoglio einsetzte. Zwischen September 1943 und September 1945 war Caracciolo Sekretär des Partito d’Azione. Von 1949 bis 1954 war er stellvertretender Generalsekretär des Europarates.
Zwischen dem Ende des Zweiten Weltkriegs und dem Beginn der 1950er-Jahre übernahm Caracciolo di Castagneto parallel zu seinem politischen Engagement Aufgaben im Zusammenhang mit der nationalen Entwicklung und dem Schutz der Landschaft und des kulturellen Erbes Italiens. 1944 wurde er Sonderbotschafter des Automobile Club d’Italia (ACI) und schaffte es, den Club und seine Mitgliedschaft in der Fédération Internationale de l’Automobile (FIA) über den Zweiten Weltkrieg hinaus zu erhalten. Unter seiner von 1951 bis zu seinem Tod währenden Präsidentschaft begann der ACI mit der Verkehrserziehung und schuf den ACI-Pannenhilfsdienst, der bis heute aktiv ist. Für seine Verdienste erhielt Caracciolo im Juni 1955 den Verdienstorden der Italienischen Republik in der Klasse Großoffizier (Grande Ufficiale Ordine al Merito della Repubblica Italiana).
Caracciolo bekleidete unter anderem folgende Ämter:
- Präsident des Automobile Club d’Italia (ACI; 1951–1965) und Redakteur der ACI-Zeitschrift l’Automobile (1948–1950)
- Präsident von Italia Nostra
- Präsident der Fédération Internationale de l’Automobile (FIA; 1963–1965)
- Vizepräsident der Organisation mondiale du Tourisme et de l’Automobile (OTA)

Weiterhin war Caracciolo Autor verschiedener belletristischer Werke. Er verstarb unerwartet im Juli 1965 im Alter von 62 Jahren.